# Upgrade
Upgrade označuje výměnu výrobku za novější verzi téhož produktu. Je často používán v oblasti výpočetní techniky a spotřební elektroniky, kde obecně znamená výměnu hardware, software nebo firmware za novější nebo lepší verzi, aby byl systém v aktuálním stavu nebo aby se zlepšily jeho vlastnosti. Stejný termín používají audiofilové při výměně audiosystému za jiný, který poskytuje kvalitnější zvukovou charakteristiku. Opakem upgradu je downgrade.

## Rizika
Ačkoliv vývojáři obvykle produkují aktualizace za účelem zlepšení produktu, existují rizika spojená s upgradem včetně možnosti, že upgrade může vést ke zhoršení použitelnosti výrobku z pohledu uživatele (možné odebrání funkcí).